# Nigel Lawson

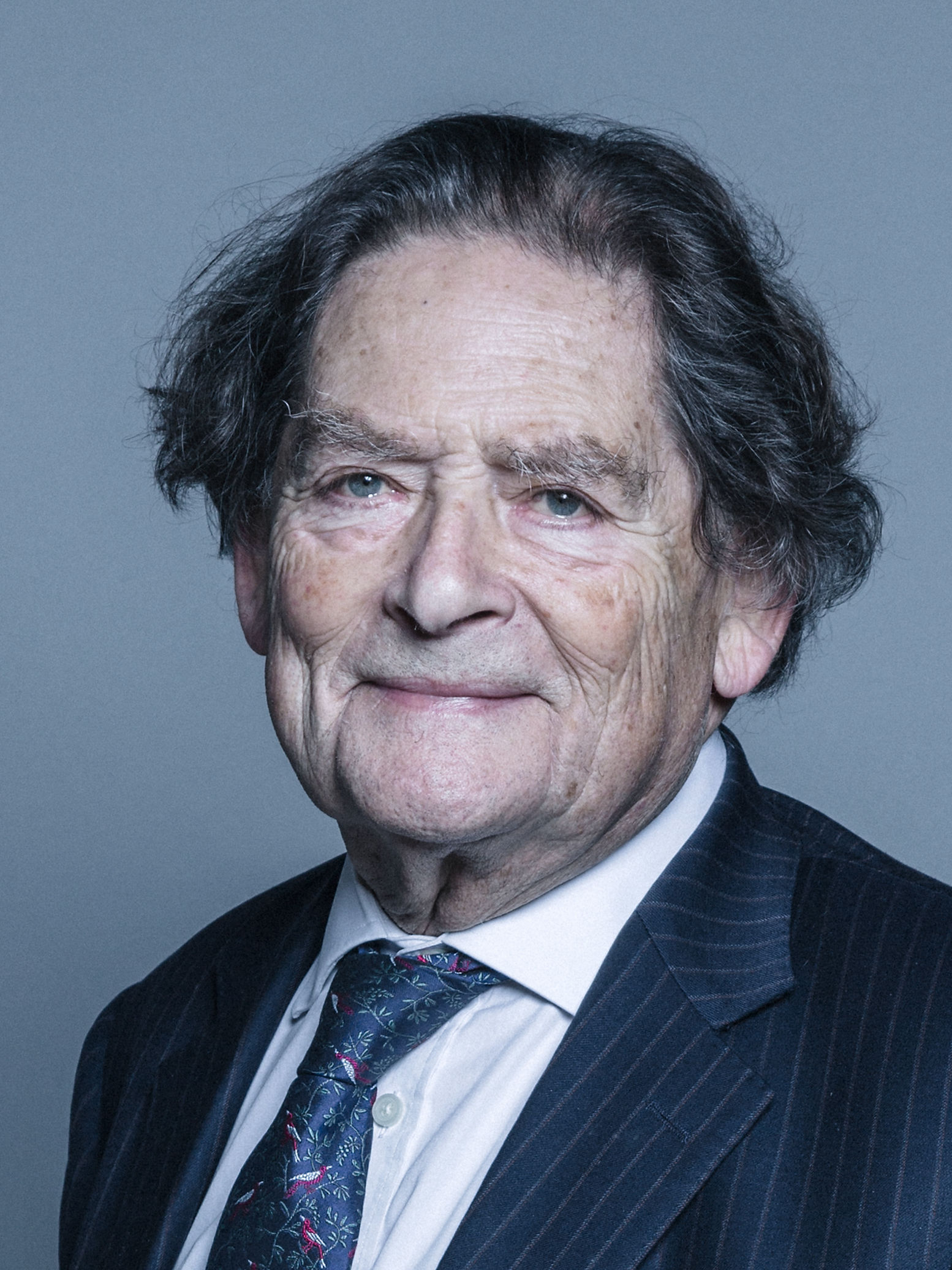
Nigel Lawson, Baron Lawson of Blaby (2018)

Nigel Lawson, Baron Lawson of Blaby, PC (* 11. März 1932 in London; † 3. April 2023) war ein britischer Politiker der Conservative Party, der zwischen Juni 1983 und Oktober 1989 Schatzkanzler unter Margaret Thatcher war. Seine Amtszeit war länger als die jedes Vorgängers in diesem Amt seit David Lloyd George (1908–1915).

## Karriere

### Die frühen Jahre
Lawson entstammte einer liberalen jüdischen Familie. Sein Vater war ein wohlhabender Rohstoffmakler. Sein Großvater Gustav Leibson war aus dem Gebiet des späteren Lettland (damals Teil des Russischen Kaiserreichs) eingewandert und 1914 britischer Staatsbürger geworden. Im Juni 1925 hatte er den Familiennamen in „Lawson“ anglisiert.
Nach dem Studium an der Westminster School und dem Christ Church College in Oxford begann Lawson seine Karriere als Finanzjournalist und erreichte 1961 die Position eines Stadtherausgebers der Sonntagszeitung The Sunday Telegraph. Zwischen 1966 und 1970 war er Herausgeber der Zeitschrift The Spectator 1970 kandidierte er erfolglos im Wahlkreis Eton and Slough, und bei der Wahl im Februar 1974 als Abgeordneter des Wahlkreises Blaby in der Grafschaft Leicestershire Mitglied des House of Commons wurde. Lawson behielt das Mandat bis zu seinem Rückzug anlässlich der Unterhauswahl 1992. Während der Oppositionszeit der Konservativen kooperierte er mit den Hinterbänklern der Gegenseite Jeff Rooker und Audrey Wise, um die Gesetzgebung für die Grenzwerte automatischer Steuerindexierung auszuhandeln, um eine wachsende Steuerlast bei Inflation zu verhindern (durchschnittlich 10 % jährlich während jener Legislaturperiode).
Nach der Wahl von Margaret Thatcher wurde Lawson zum Finanzsekretär des Schatzamts berufen. Obwohl er damit nur die vierthöchste Position im Schatzamt bekleidete, erwirkte er Maßnahmen wie die Beendigung der inoffiziellen Staatskontrollen über Hypotheken, die Abschaffung von Devisenkontrollen (Oktober 1979) und die Veröffentlichung eines Strategiepapiers zur mittelfristigen Finanzplanung. Dieses Dokument definierte den Kurs sowohl für die Währungspolitik als auch für die Finanzpolitik der neuen Regierung.

### Energieminister (1981–1983)
Bei der Kabinettsumbildung im September 1981 wurde Lawson in das Amt des Energieministers befördert. In dieser Rolle war seine signifikanteste Aktion die Vorbereitung auf das, was er als unvermeidlich ansah – einen flächendeckenden Streik im Kohlebergbau (seit der Verstaatlichung durch das Nachkriegskabinett von Clement Attlee im Staatseigentum) bei der Schließung von defizitären Zechen, deren Verluste staatlichen Ausgleich erforderten. Zu diesem Zweck ließ er Kohlevorräte anlegen und einige Kohlekraftwerke auf Ölbefeuerung umstellen, um deren Abhängigkeit von der Kohle zu beseitigen.
Lawson war ein wichtiger Befürworter der Privatisierungspolitik des Kabinetts Thatcher. Während seiner Amtszeit als Energieminister setzte er den Kurs für die spätere Privatisierung der Gas- und Stromversorger durch und nach seiner Rückkehr ins Schatzministerium arbeitete er eng mit dem Ministerium für Handel und Industrie an der Privatisierung von British Airways und British Telecom.

### Schatzkanzler (1983–1989)
Nach der Wiederwahl der Regierung 1983 wurde Lawson zum Schatzkanzler als Nachfolger von Geoffrey Howe berufen. Die ersten Jahre von Lawsons Schatzkanzlerschaft waren verbunden mit einer Steuerreform. Der Haushalt 1984 reformierte die Reform der Gesellschaftsbesteuerung durch eine Kombination von reduzierten Steuersätzen und reduzierten Ausnahmen. Der Haushalt 1985 setzte den Trend des Wechsels von direkter zu indirekter Besteuerung durch die Reduzierung der Sozialversicherungsbeiträge für die Geringverdienenden durch Erweiterung der Mehrwertsteuerbasis.
Während dieser zwei Jahre blieb Lawsons öffentliches Ansehen gering, aber vom Haushalt 1986 (in dem er den Standardsteuersatz der Einkommensteuer von 30 % reduzierte, auf den Geoffrey Howe ihn im Zusammenhang mit dem Haushalt 1979 abgesenkt hatte), stieg sein Ansehen mit der Absenkung der Arbeitslosigkeit ab Mitte 1986 (seit drei Jahren war die Arbeitslosigkeit wieder angestiegen).
Der Wandel, den die britische Wirtschaft von diesem Zeitpunkt an durchlief, wurde bezeichnenderweise als der „Lawson Boom“ in Anspielung auf den „Barber Boom“ bezeichnet, der eine frühere Periode schnellen Wachstums in der Amtszeit von Anthony Barber während des konservativen Kabinetts von Edward Heath beschreibt. Lawsons Kritiker verweisen auf die Kombination von Aufgabe des Monetarismus, die Übernahme eines De-facto-Wechselkursziels DM:£ von 3:1 mit Betonung steigender Zinssätze und einer ausgabefreudige fiskalischen Laxheit (insbesondere im Haushalt 1988) ließen der Inflationsspirale die Zügel.
Lawson selbst erklärte den Boom hauptsächlich mit den Effekten verschiedener Maßnahmen fiskalischer Deregulierung. Soweit Lawson politische Fehler einräumte, führte er sie auf den Fehler steigender Zinssätze 1986 zurück und war der Ansicht, dass, falls Thatcher kein Veto gegen den Beitritt Großbritanniens zum Europäischen Währungssystem (EWS) im November 1985 eingelegt hätte, es möglich gewesen wäre, sich den vorteilhaften Wechselkursen ohne die makroökonomischen Turbulenzen mikroökonomisch besser anpassen zu können. Lawson beschrieb die Schwierigkeit einer wirksamen Geldpolitik mit dem Rückgriff auf Goodharts Gesetz, einer sozioökonomischen Faustformel, die besagt, dass jeder zur Steuerung der Geldpolitik herangezogene sozioökonomische Indikator, im gleichen Moment unwirksam wird.
Lawson war ein Gegner der Poll tax, die Margaret Thatcher unbedingt als Ersatz für vorangegangene Gemeindesteuereinnahmen durchsetzen wollte. Seine abweichende Meinung zur Deregulierung war einer begrenzten Zahl von Kabinettsmitgliedern bekannt, wo er nur wenige Verbündete fand und von der Premierministerin und dem Ministerteam mit dem verantwortlichen Umweltministerium an der Spitze überstimmt wurde.
Das Problem der Mitgliedschaft im Wechselkursmechanismus EWS blieb ein Konfliktherd zwischen Lawson und Thatcher, was durch die erneute Einstellung von Alan Walters als Thatchers persönlichem Wirtschaftsberater verschlimmert wurde. Lawsons Politik wurde zu einem Kampf um die Wahrung der Glaubwürdigkeit, als im August 1988 das Außenhandelsdefizit das Maß der Zunahme der Inlandsnachfrage deutlich werden ließ. Als orthodoxe Monetaristen entschlossen sich Lawson und Thatcher zu einem stetigen Anheben der Zinssätze, um die Nachfrage zu begrenzen. Unter dem Eindruck öffentlich an ihm geäußerter Kritik durch Walters, der anders als Lawson einen flexiblen Wechselkurs befürwortete, trat Lawson schließlich am 26. Oktober 1989 zurück. Sein Nachfolger wurde John Major.

### Rückzug und spätere Aktivitäten
Nachdem er 1992 aus dem House of Commons ausgeschieden war, wurde er am 1. Juli 1992 als Baron Lawson of Blaby, of Newnham in the County of Northamptonshire, zum Life Peer erhoben und dadurch Mitglied des House of Lords.
Nach dem Ausscheiden aus dem Ministeramt unterzog er sich aufgrund von massivem Übergewicht einer radikalen Diät und verlor dabei mehr als 30 kg Gewicht. Seine Erfahrungen veröffentlichte er im Nigel Lawson Diet Book.
Lawson war ebenfalls als Klimawandelleugner aktiv. Er war Mitunterzeichner einer Erklärung gegen das Kyoto-Protokoll. 2008 veröffentlichte er ein Buch An Appeal to Reason: A Cool Look at Global Warming, das Kritiker als ein „Buch voller irreführender Botschaften“ bezeichneten. 2017 behauptete er u. a. fälschlich, dass die Temperaturen des vergangenen Jahrzehnts statt gestiegen sogar leicht gefallen seien. Er stand in Verbindung mit der Klimaleugnerbewegung und war bis zu seinem Rücktritt im Jahr 2019 Vorsitzender der britischen Klimawandelleugnerorganisation Global Warming Policy Foundation.
Lawson, der immer ein Euroskeptiker gewesen war, trat beim EU-Mitgliedschaftsreferendum 2016 entschieden für den EU-Austritt des Vereinigten Königreichs ein und kritisierte anschließend scharf die zögerliche Vorgehensweise der Regierung in dieser Frage.

## Familie
Von 1955 bis 1980 war Lawson mit Vanessa Salmon verheiratet. Aus dieser Ehe gingen ein Sohn und drei Töchter hervor, darunter Dominic Lawson, der frühere Herausgeber des Sunday Telegraph, und die Fernsehköchin und Kochbuchautorin Nigella Lawson.  Von 1980 bis 2008 war er mit Thérèse Maclear verheiratet, mit der er einen Sohn und eine Tochter bekam.